# Вильгли
Вильгли́ (фр. Villegly) — коммуна во Франции, находится в регионе Лангедок — Руссильон. Департамент коммуны — Од. Входит в состав кантона Конк-сюр-Орбьель. Округ коммуны — Каркасон.
Код INSEE коммуны — 11426.

## Население
Население коммуны на 2008 год составляло 874 человека.
| 1962 | 1968 | 1975 | 1982 | 1990 | 1999 | 2008 |
| ---- | ---- | ---- | ---- | ---- | ---- | ---- |
| 504  | 514  | 449  | 532  | 611  | 747  | 874  |

## Экономика
Основным видом экономической деятельности коммуны является производство вина.
В 2007 году среди 545 человек в трудоспособном возрасте (15—64 лет) 394 были экономически активными, 151 — неактивными (показатель активности — 72,3 %, в 1999 году было 72,5 %). Из 394 активных работали 356 человек (183 мужчины и 173 женщины), безработных было 38 (17 мужчин и 21 женщина). Среди 151 неактивного 46 человек были учениками или студентами, 61 — пенсионерами, 44 были неактивными по другим причинам.

## Достопримечательности
- Средневековый замок Вильгли
- Фонтан XVIII века
- Церковь с колокольней XIII века